# لاين دونكان
لاين دونكان هو لاعب هوكي الجليد كندي، ولد في 4 أغسطس 1963 في Weston, Toronto ‏ في كندا.

## وصلات خارجية
- لاين دونكان على موقع دوري الهوكي الوطني (الإنجليزية)
- لاين دونكان على موقع قاعة مشاهير الهوكي (لاعب أن.إتش.أل) (الإنجليزية)
- لاين دونكان على موقع EliteProspects.com (الإنجليزية)
- لاين دونكان على موقع HockeyDB.com (الإنجليزية)
- لاين دونكان على موقع Hockey-Reference.com (الإنجليزية)